# Vasilīs Aggelopoulos
Vasilīs Aggelopoulos (in greco Βασίλης Αγγελόπουλος?; Atene, 12 febbraio 1997) è un calciatore greco, centrocampista dell'AEZ Zakakiou.

## Caratteristiche tecniche
È un centrocampista difensivo.

## Palmarès

### Club

#### Competizioni nazionali
- Coppa di Grecia: 1

Panathīnaïkos: 2013-2014